# Нюфаундленд (лек крайцер, 1941)
Нюфаундленд (на английски: HMS Newfoundland (59), от на английски: Newfoundland – Нюфаундленд) е лек крайцер на Британския Кралски флот, от времето на Втората световна война. Един от крайцерите тип „Цейлон“ (познати и като Colony или Crown Colony втора серия). Заложен в корабостроителницата Swan Hunter and Wigham Richardson Ltd в Нюкасъл на 9 ноември 1939 г. Крайцерът е спуснат на вода на 19 декември 1941 г. Кръстница на кораба е мисис Ърнест Бевин, съпругата на тогавашния британски министър на труда. Влиза в строй на 21 януари 1943 г. Името си носи в чест на доминиона Нюфаундленд. През 1959 г. крайцерът е продаден на Перу.

## История на службата
След влизането в строй „Нюфаундленд“ се присъединява към 10-та крайцерска ескадра на Хоум Флийта. В началото на 1943 г. кораба става флагман на 15-та крайцерска ескадра, дислоцирана в Средиземноморието. „Нюфаундленд“ е флагман на ескадрата под командване на адмирал Харкурт, атакувала остров Пантелерия. На 23 юли 1943 г., по време на нахлуването в Сицилия, „Ньюфаундленд“ е торпилиран от италианската субмарина Ascianghi (по други данни атаката провежда немската U-407). В Малта е проведен временен ремонт и корабът, управляван само с винтовете, отплава за Бостънския военноморски кораборемонтен завод за основен ремонт.
През 1944 г. кораба отново влиза в строй и е подготвен за изпращане в Далечния изток. По време на престоя му в Александрия става взрив в торпедния апарат на левия борд, довел до повреди и раняване на личен състав. Ремонтните работи задържат отплаването на крайцера за Далечния изток. „Нюфаундленд“ се присъединява към британския Тихоокеански флот. Крайцерът поддържа десанта на Шеста австралийска дивизия във Вевак на Нова Гвинея. На 14 юни 1945 г., в състава на оперативна група на Кролския флот, крайцерът нанася удар по военноморската база на Японския флот на островите Трук, влизащи в състава на архипелаг на Каролинските острови.
На 6 юли „Нюфаундленд“ напуска базата на остров Манус, влизащ в състава на островите на Адмиралтейството. Заедно с другите съдове на британския Тихоокеански флот той взема участие в англоамериканската операция по бомбардировката на Японските острови. Тази операция се планира като прелюдия за сухопътното нахлуване на основните острови в Япония. По време на капитулирането на японските въоръжени сили „Нюфаундленд“ стоварва отряд на Кралската морска пехота и моряци за заемане на военноморската база в Йокосука. Корабът се намира в Токийския залив, присъствайки при подписването на Акта за капитуляция на Япония на борда на американския линкор USS Missouri (BB-63) на 2 септември 1945 г. След това „Нюфаундленд“ е привлечен към репатриациите на бившите военнопленници от Великобритания и страните на Съдружеството. Крайцерът се връща във Великобритания през декември 1946 г.
Правителството на Цейлон намира убежище на борда на „Нюфаундленд“ по време на цейлонския хартал през 1953 г.
На 31 октомври 1956 г. египетската фрегата „Домиат“ крейсира южно от Суецкия канал в Червено море. „Нюфаундленд“, съпровождан от разрушителя HMS Diana открива фрегатата, и ѝ заповядва да легне на дрейф. Осведомен за скорошното начало на бойни действия между Великобритания и Египет в хода на Суецката криза „Домиат“ отказва да се подчини и открива огън по крайцера, нанасяйки му повреди и ранявайки личен състав. „Нюфаундленд“ и „Диана“ откриват ответен огън. С явно неравенство на силите фрегатата е потопена, 69 оцелели члена на екипажа ѝ са взети на британските кораби.
На 2 ноември 1959 г. „Нюфаундленд“ е продаден на перуанския военноморски флот. Крайцерът впоследствие е преименуван на „Алмиранте Грау“ (BAP Almirante Grau (CL-81)), а след това, през 1973 г., на „Капитан Киньонес“ (BAP Capitán Quiñones (CL-83)). Крайцерът е преоборудван на блокшив през 1979 г.

## Коментари
1. ↑  Префиксът е от на испански: Buque Armada Peruana – Кораб на перуанския флот.
2. ↑  Всички данни се привеждат към момента на влизане в строй.